# Sorel Etrog

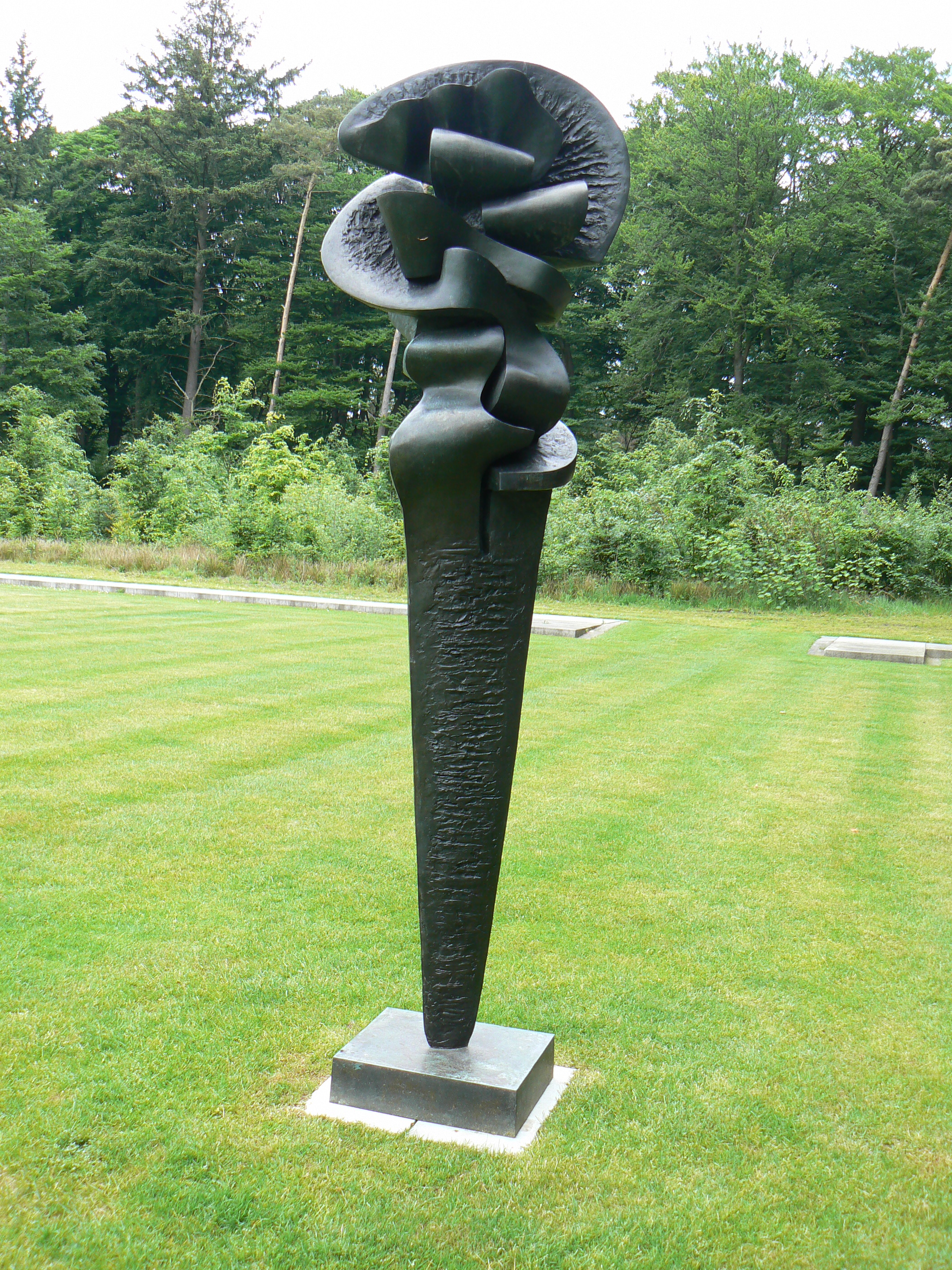
Complexul unei tinere domnişoare (1960/62), sculptură de Sorel Etrog

Sorel Etrog (n. la 29 august, 1933, Iași – d. 26 februarie 2014, Montreal, Canada) a fost un sculptor evreu canadian. S-a născut în Iași, România, și a emigrat în 1950 în Israel. În 1959 a plecat la New York, stabilindu-se definitiv la Toronto în anul 1963. În 1966 Sorel Etrog a devenit cetățean canadian.